# Mahatao
Mahatao (Bayan ng Mahatao) är en kommun i Filippinerna. Kommunen ligger på ön Luzon, och tillhör provinsen Batanes. Folkmängden uppgår till 1 555 invånare år 2015.
Mahatao är indelat i 4 barangayer.